# Химна Бугарске
Мила домовино (буг. Мила родино) је химна Бугарске. Базирана је на тексту песме „Горда Стара планина” Цветана Радославова, написаној 1885. кад је отишао у Српско-бугарски рат. Химна је прихваћена 1964, али текст је био мењан више пута, посљедњи пут 1990.

## Текст
Мила родино
Горда Стара планина,

до ней Дунава синей,

слънце Тракия огрява,

над Пирина пламеней.
Припев:

Мила Родино,

ти си земен рай,

твойта хубост, твойта прелест,

ах, те нямат край.

## Превод
Мила домовино
Горда Стара планина,

до ње Дунав сињи,

сунце Тракију огрејава,

над Пирином пламти.
Припев:

Мила домовино,

ти си земаљски рај,

твоја лепота, твоја чар,

ах, немају крај.